# Calanthe clavicalcar
Calanthe clavicalcar är en orkidéart som beskrevs av Johannes Jacobus Smith. Calanthe clavicalcar ingår i släktet Calanthe och familjen orkidéer. Inga underarter finns listade i Catalogue of Life.